# 库皮拉
库皮拉是巴西伯南布哥州的一个市镇。总面积167平方公里，总人口22075人，人口密度132.2人/平方公里。